# Airport (chanson)
Pour les articles homonymes, voir Airport.
Airport est une chanson composée par Andy McMaster (en) et interprétée par The Motors. Sortie en 1978 sur l'album Approved by the Motors (en), elle s'est classée à la 4e place du hit-parade britannique. Elle constitue le succès le important du groupe et a été certifiée « Disque d'argent » (250 000 ventes) au Royaume-Uni le 1er juillet 1978,,,.

## Composition du groupe
- Nick Garvey - guitare, chœurs
- Andy McMaster (en) — chant, claviers, basse
- Bram Tchaikovsky- guitare, chœurs
- Ricky Wernham — batterie, chœurs